# ベトナムの鉄道駅一覧
ベトナムの鉄道駅一覧は、ベトナムの鉄道駅の一覧である。
なるべく読みを付け、同名・同表記の駅には会社名・路線名も付けた。

## あ行
- イエンヴィエン駅
- ヴァンディエン駅

## か行
- ケプ駅
- ゴヴァップ駅

## さ行
- ザーラム駅
- サイゴン駅
- ザップバット駅

## た行
- ダナン駅
- ドンダン駅
- ドンホイ駅

## な行
- ニャチャン駅

## は行
- ハイフォン駅
- バクザン駅
- ハノイ駅
- ビエンホア駅
- フエ駅

## ら行
- ラオカイ駅
- ロンビエン駅